# Fingersotdyna
Fingersotdyna (Camaropella pugillus) är en svampart som först beskrevs av Ludwig David von Schweinitz, och fick sitt nu gällande namn av Lar.N. Vassiljeva 1997. Camaropella pugillus ingår i släktet Camaropella och familjen Boliniaceae.   Inga underarter finns listade i Catalogue of Life.
I den svenska databasen Dyntaxa används istället namnet Camarops pugillus för samma taxon.  Arten är reproducerande i Sverige.